# Inmaculada Concepción (Casal de Socastro)
La Inmaculada Concepción es una obra del siglo xviii atribuida a José Gambino. Está ubicada en el Museo Catedralicio de Orense (Galicia, España).

## Historia
La imagen fue elaborada originalmente para el oratorio de la granja del Casal de Socastro (Vedra), residencia veraniega del obispo de Orense José Ávila y Lamas.: 214  Esta propiedad, edificada en la primera mitad del siglo xvii por un escribano oriundo de Santiago de Compostela de apellido Valdivieso, fue heredada en 1652 por el cabildo de la catedral compostelana;: 214  vendida a Ávila y Lamas en el siglo xix con motivo de la desamortización, la granja desaparecería definitivamente tras su derribo en 1985.: 214  Trasladada la talla a Orense a mediados del siglo xix por el propio Ávila y Lamas, tras su muerte el 2 de enero de 1866: 47  la obra pasó a manos de su hermano Ramón según consta en el inventario de bienes dejados a él en herencia (entre los que se incluía la granja), siendo la talla descrita en el documento como «una imagen de mármol y de bulto de la Purísima Concepción».: 214  Propiedad sucesivamente de varias generaciones de herederos, la Inmaculada siguió en poder de los descendientes del obispo hasta al menos 2018, formando parte ya en 2019 de la colección exhibida en el museo de la Catedral de Orense.

## Descripción
Realizada en alabastro policromado, es posible que el bloque de piedra fuese traído desde Italia por el padre de José Gambino, Jacobo, genovés que emigró junto con su socio Bartolomé Piombino (hijo de los duques de Nocette) a Galicia, donde fundó la primera fábrica gallega de papel, situada en O Faramello, a poca distancia de Padrón. La Virgen, seguidora del estilo de Bernini,: 213  muestra un rostro juvenil y estilizado de rasgos suaves y delicados, en los que destacan una boca diminuta, una nariz fina y unas cejas muy delgadas, todo ello perfilado por un peinado dieciochesco del que se desprenden dos mechones los cuales reposan sobre los hombros. Como característica habitual en las imágenes inmaculistas, los brazos están flexionados y las manos juntas en actitud orante, mostrando las extremidades un desplazamiento hacia el lado contrario al que la Virgen gira la cabeza, lo que dota de movimiento a la obra. 
La imagen, de 71 cm de altura (52 cm la talla y 19 cm la peana y la base, esta última de madera y también policromada),: 214  viste túnica blanca con motivos vegetales en dorado, mangas de color bermellón con detalles también en dorado, un velo blanco y un manto azul oscuro salpicado de estrellas con el envés en celeste y ribete dorado. La Inmaculada, fiel a la descripción dada en el Apocalipsis, aparece erguida sobre una esfera azul decorada con estrellas y en los extremos con las puntas hacia arriba de una media luna, todo ello circundado por una serpiente con una manzana en la boca, símbolo del pecado original. Por su parte, la policromía puede corresponder a algún pintor de Santiago de mediados del siglo xviii debido a la similitud que guarda con varias imágenes compostelanas, entre ellas la talla de la Purísima conservada en la Capilla de Nuestra Señora la Blanca de la catedral santiaguesa.: 214 
Esta pieza, encuadrada en la escuela napolitana del siglo xviii: 217  y de estilo rococó aunque con trazas barrocas, posee elementos distintivos de Gambino tales como una torsión en el cuerpo en forma de S con un marcado contrapposto (Inmaculadas del Monasterio de San Martín Pinario de Santiago y la Iglesia de Santa Columba de Cordeiro; las imágenes de San Antonio custodiadas respectivamente en el Pazo de Oca y el convento de Herbón; San Famiano y Santiago Peregrino del Monasterio de Santa María la Real de Osera; etc.), la cabeza girada en dirección opuesta a los brazos, pliegues en forma de arista, ropajes ceñidos con caída vertical y disposición asimétrica con recogido en un brazo (Inmaculada, San Juan y San Andrés del Monasterio de San Martín Pinario; Inmaculada de la Iglesia de Santa Columba; San José y Santiago de la Iglesia de las Huérfanas de Santiago; etc.), un leve estrabismo en los ojos, un hoyuelo en el mentón, dos mechones sobre los hombros (Inmaculada y Santa Catalina del Monasterio de San Martín Pinario; Inmaculada de la Iglesia de Santa Columba; etc.), el dedo gordo del pie apartado del resto (San Miguel y crucifijo del convento de Herbón) y los dedos de las manos separados entre sí (San Famiano y Santiago Peregrino del monasterio de Osera). Todas estas características permitieron al cronista de Orense Anselmo López Morais atribuir la talla a Gambino en 1990, aunque no de manera definitiva.: 217 

## Legado
Custodiada durante más de un siglo en la colección particular de los descendientes de Ávila y Lamas, la imagen fue exhibida en la librería NUMAX, en Santiago de Compostela, del 4 de septiembre al 8 de octubre de 2018, siendo en la actualidad una de las cuatro Inmaculadas conservadas en el museo de la Catedral de Orense.